# Gana Con Ganas (Colombia)
Gana con Ganas era una franja de Entretenimiento del Canal RCN, en el que la adaptación de tres formatos internacionales componen el contenido  ‘Karaoke Asesino’, ‘Agárralo y Cuéntalo’ y ‘Hágale’, cada uno famoso en diferentes países del mundo, como México, Singapur, Ecuador, Perú entre otros.
‘Gana con Ganas’ es presentado por Adrián Lara, Sebastián Villalobos y Marcela Vanegas, quienes están al mando de uno de los concursos del programa.

## Concursos[3]
El programa cuenta con 3 concurso o adaptaciones de formatos:
- Karaoke Asesino. adaptación de Killer Karaoke, programa basado en  Sing If You Can de origen Británico; en el los concursantes tendrán que cantar una canción, a pesar de las pruebas y adversidades a las que son sometidos; tres rondas de dos participantes cada uno dará a 3 finalistas que se enfrentan en una prueba final para ganarse siete millones de pesos.

- Agárralo y cuéntalo. Tres parejas concursas para conseguir la mayor suma de dinero, quien logre la mayor cantidad clasificará a la gran final en la que deben contar el dinero recolectado en las dos pruebas anteriores; si la pareja logra dar la cifra exacta de lo recolectado ganarán un carro cero kilómetros de lo contrario ganarán dinero en efectivo dependiendo de su grado de acierto.

- Hágale. adaptación de Impractical Jokers, formato de cámara escondida en la que se pondrá a prueba a un desprevenido cliente de un restaurante, si logra cumplir con los retos propuestos ganará 2 millones de pesos en efectivo.